# RAF Benbecula
RAF Benbecula – baza lotnicza zlokalizowana na wyspie Benbecula (jęz.szkocko-galijski: Bheinn om Faoghla) w archipelagu Hebrydy Zewnętrzne, funkcjonująca w latach 1941 -1947. Głównym zadaniem stacjonujących w niej eskadr była obrona i patrolowanie północnego Atlantyku w poszukiwaniu U-bootów. Jedną z eskadr był polski Dywizjon 304. Po wojnie z lotniska korzystały cywilne linie lotnicze. W okresie zimnej wojny od 1958 baza RAF Benbecula była centrum obrony rakietowej oraz poligonem testów pocisków rakietowych. Obecnie jest to port lotniczy Benbecula Airport.

## Linie lotnicze i połączenia
| Linia Lotnicza | Kierunek                             |
| -------------- | ------------------------------------ |
| Loganair       | 1. Glasgow 2. Inverness 3. Stornoway |

## Zobacz
- Bazy RAF używane przez PSP